# Sinaloakartel
Het Sinaloakartel (Spaans: Cártel de Sinaloa) is Mexico's grootste drugskartel. Het kartel heeft zijn hoofdbasis in Culiacán, de hoofdstad van de noordwestelijke deelstaat Sinaloa, en werd geleid door Joaquín "El Chapo" Guzmán. Het kartel staat ook bekend als de Guzmán Loera-organisatie, het Pacifisch kartel, de Bloedalliantie en de Confederatie.

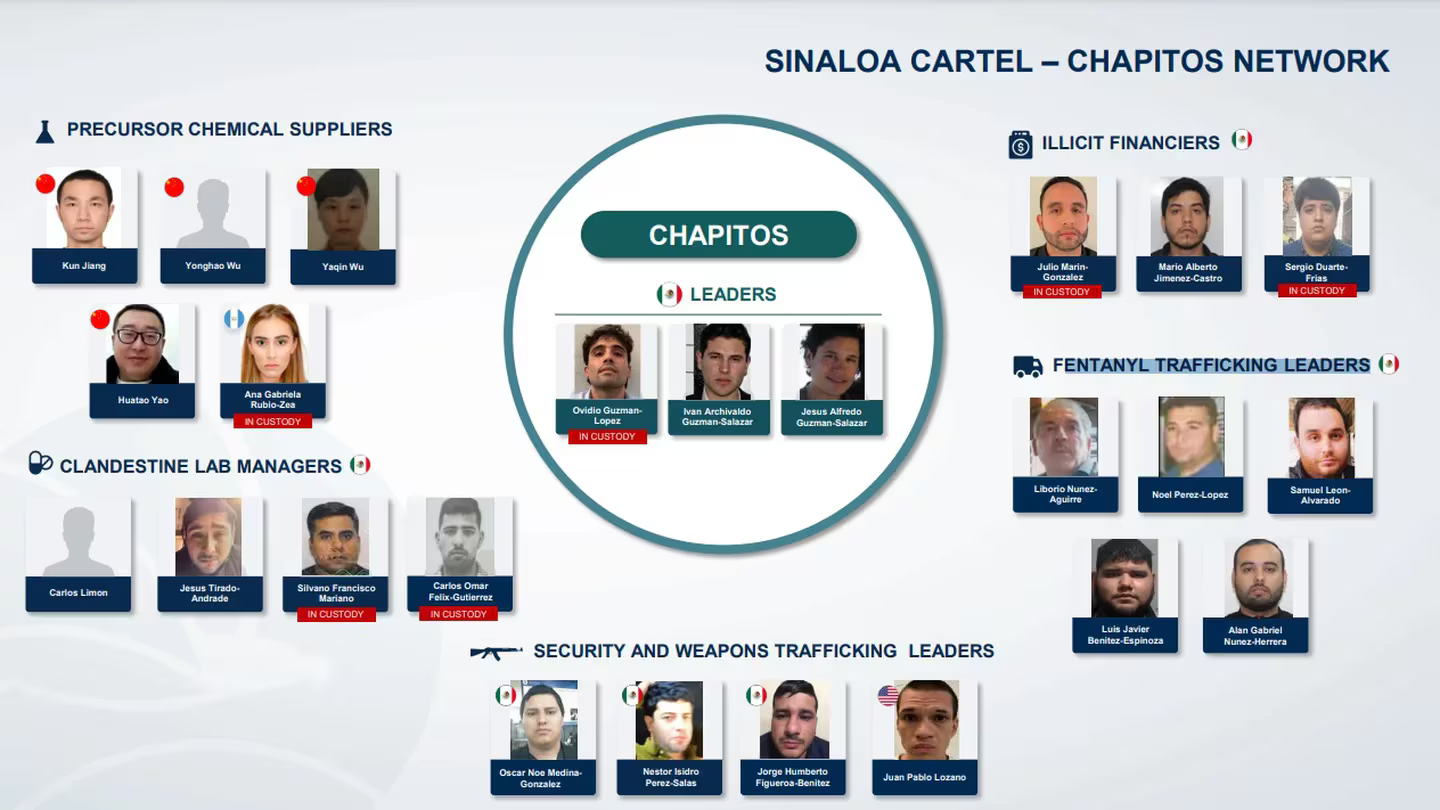

## Geschiedenis
Het Sinaloakartel is rond 1987 opgericht door Joaquín Guzmán en Héctor "El Güero" Palma Salazar, en sinds ongeveer 1990 is het het machtigste kartel van Mexico. In de jaren 90 schatte de Drug Enforcement Administration dat het kartel sterker was dan het Colombiaanse Medellínkartel op zijn hoogtepunt. Het Sinaloakartel is bekend met het smokkelen van cocaïne uit Colombia, marijuana uit Mexico en opium en heroïne uit Zuidoost-Azië met als belangrijkste bestemming de Verenigde Staten. Het kartel controleert een groot deel van de grens tussen Mexico en de Verenigde Staten tussen Sonora en Arizona, maar is om dat stuk in een oorlog verwikkeld met het Golfkartel.
Guzmán werd in 1993 gearresteerd nadat hij had geprobeerd illegaal Guatemala binnen te gaan, maar bleef zijn kartel vanuit de gevangenis leiden. Na El Chapo's arrestatie nam Héctor Luis Palma Salazar, voormalig hitman van het Guadalajarakartel, de leiding van het Sinaloakartel over, tot zijn arrestatie in 1995. De dag voor hij zou worden uitgeleverd aan de Verenigde Staten in 2001 wist Guzmán te vluchten. Op 22 februari 2014 werd Guzmán in de badplaats Mazatlán aan de westkust van Mexico gearresteerd door een samenwerking tussen de Amerikaanse en de Mexicaanse overheid. Hij ontsnapte op spectaculaire wijze, maar werd in 2016 opnieuw gearresteerd en levenslang gevangengezet. Daarop kregen enkele van zijn zonen een belangrijke positie in het kartel. In 2019 werd een van deze zonen, Ovidio Guzman, in Culiacán opgepakt door veiligheidstroepen, maar onmiddellijk weer bevrijd door het kartel dat daarbij grof geweld toepaste.
Eerder gold het Tijuanakartel van Ramón Arellano Félix als aartsvijand van het Sinaloakartel; in een bijzonder notoir incident in 1993 poogde Arellano Félix El Chapo op de luchthaven van Guadalajara te elimineren, maar bracht in plaats van El Chapo kardinaal Juan Jesús Posadas Ocampo om het leven. In de jaren 00 gingen het Sinaloakartel en het Tijuanakartel een tijd lang een verbond aan tegen het Golfkartel, dat inmiddels weer verbroken is.
Later waren vooral La Familia Michoacana en het Golfkartel bondgenoten. Ook zou het kartel zakendoen met Mara Salvatrucha in Centraal-Amerika en de Mexican Mafia in de Verenigde Staten. Het kartel had een paramilitaire tak, Los Negros. Dezen maakten zich los en bestreden daarna aan de zijde van het Beltrán-Leyvakartel zelf het Sinaloakartel.
La Familia Michoacana · Golfkartel · Jaliscokartel-Nieuwe Generatie · Juárezkartel · La Línea · Los Negros · Sinaloakartel · Caballeros Templarios · Tijuanakartel · Los Zetas · Zuid-Pacifisch Kartel · Guadalajarakartel